# Goirle
Goirle  è un comune dei Paesi Bassi di 22 804 abitanti situato nella provincia del Brabante Settentrionale.